# Yet another chess problem database
Yet another chess problem database (YACPDB) è un sito web contenente un vasto database di problemi di scacchi.
Creato e gestito dal compositore di scacchi russo Dmitri Turevsky, contiene oltre 340.000 problemi di tutti i tipi, sia classici che eterodossi. È presente anche un certo numero di studi. Come dichiarato dall'autore, scopo principale del database è quello di essere di aiuto per i compositori per trovare anticipazioni, cioè problemi già composti.
La ricerca può essere fatta in base a vari criteri: autore, tipo di problema, numero di pezzi, ecc., anche combinabili tra di loro. È possibile inserire una qualsiasi posizione in un diagramma (Matrix) per trovare un determinato problema. La ricerca viene eseguita anche inserendo solo alcuni pezzi (sono indispensabili solo i due re).